# ライカくん
ライカくんは、Jリーグ・カターレ富山のマスコットキャラクターである。

## 概要
カターレ富山が誕生した2008年よりチームのマスコットキャラクターを務める。カターレ富山がYKK APサッカー部とアローズ北陸の統合チームであることから、YKKのマスコットであったライチョウとアローズのマスコットであったニホンカモシカを合わせた容姿をしている。またライチョウとニホンカモシカは、それぞれカターレの本拠地・富山県の県鳥、県獣である。
名前は一般公募で応募総数888通の中から、ライチョウの「ライ」、カモシカの「カ」、カターレの「カ」をとって名づけられた「ライカくん」に決定された。また「ストライカー」の意味も持ち合わせている。

## エピソード
- ハーフタイムの際には、自転車や電動カートを運転しスタジアムを一周することがある。
- 観客席に向けてバズーカ砲を発射し、グッズを投げ入れることがある。
- イベントに合わせて、眼鏡をかけたサラリーマン姿に扮装したり、母の日にはエプロンと三角巾をつけハタキを持って登場したり、マントを羽織ってヒーローになったりする。
- ホームゲーム開催時には、子供向けに「ライカくんのふわふわ」と呼ばれる遊具が設置されている。
- カターレ富山では「ライカくんスポンサー」というものを設けている。
- 富山県にある3つのプロスポーツクラブのマスコットは、すべてライチョウがモチーフに使われている。
  - 富山GRNサンダーバーズ（BCリーグ） - ライティー
  - 富山グラウジーズ（Bリーグ）- グラッキー
- ヴァンフォーレ甲府のマスコットであるヴァンくんに挑戦状と受け取れる手紙を、フォーレちゃんにラブレターを送り、富山へ招いた。2010年9月23日の甲府戦にてフォーレちゃんと仲良くなることに成功するものの、自転車に二人乗りしようとしたことから警察官に制止され、そのことから振られてしまった。
- 2013年8月21日にキングレコードから発売されたAKB4832枚目のシングル『恋するフォーチュンクッキー』富山県バージョンに出演し、AKB48のYouTube公式アカウントにて全世界に向けて配信している。

## 他のマスコットとの交流
北陸新幹線金沢延伸開業が2015年3月に決定したことに伴い、2013年から積極的に関東地方のアウェーゲームへ訪問している。
- ジェフィ・ユニティ・みなちゃん（ジェフユナイテッド市原・千葉） - 2013年5月12日のアウェー千葉戦で訪問。
- フリ丸（横浜FC） - 2013年6月22日のアウェー横浜FC戦で訪問。
- トッキー（栃木SC） - 2013年7月7日のアウェー栃木SC戦で訪問。
- 湯友（ザスパクサツ群馬） - 2013年7月27日のアウェー群馬戦で訪問。
- ヴェルディくん（東京ヴェルディ・日テレベレーザ） - 2013年11月3日のアウェー東京V戦で訪問。
- キングベルI世（湘南ベルマーレ） - 2014年7月26日のアウェー湘南戦で訪問。